# Galette guyanaise
La galette guyanaise (communément appelée galette créole) est une pâtisserie traditionnelle de la cuisine guyanaise. Il s'agit d'une variante créole guyanaise de la galette des rois qui est consommée comme dessert entre l'Épiphanie et toute la période carnavalesque en Guyane,.

## Étymologie
Cette galette, comme son nom l'indique est une pâtisserie typique de la communauté créole de Guyane.

## Histoire et tradition
La tradition de la galette des rois a été importée en Guyane, pendant la colonisation, par les français.

### Tradition durandé boutché
Après l'Abolition de l'esclavage en 1848, l'économie de la Guyane est sinistrée, un nombre important de la population vit du travail de la terre dans des « habitations ». Les gens cultivent la terre, on connait la valeur du travail en commun: le Mayouri (mot créole guyanais signifiant en français : « solidarité, entraide »). C'est à cette époque, dans le pays des savanes (Kourou, Sinnamary, Iracoubo, Saint-Elie) que nait la tradition du « randé boutché » (en français : « rendre le bouquet ») et de la galette créole, qui n’est autre que la version locale de la Galette des Rois. Une fête était organisée. À la fin, la galette créole était dégustée et la personne qui trouvait la graine (qui faisait office de fève), gagnait un bouquet de fleurs et devait organiser la prochaine fête et remettre un bouquet au prochain gagnant.

### Pratique moderne
Aujourd’hui, durant toute la période du carnaval en Guyane (de l'épiphanie aux jours des Cendres), familles ou amis se réunissent pour manger la galette des rois ou sa variante locale, la galette créole. On peut donc déguster sois une galette française à la frangipane, sois une galette créole à la crème ou à la confiture ou aux fruits locaux. Comme tout autre galette des rois, il est de tradition de dissimuler une fève dans la galette. La personne qui obtient cette dernière devient le roi ou la reine de la journée et doit payer une galette pour la semaine suivante.

## Composition

### La galette
Contrairement à la galette des rois française, qui est feuilletée et à la frangipane, sa confection diffère et sa composition change selon les goûts. Il s’agit d’une galette sèche, sablée, garnie soit à la crème, au coco, à la goyave, au maracudja, au comou, au wassaï ou autres fruits locaux. Elle est de préférence servie avec du champagne ou du Madou (jus de fruits locaux) pour les plus petits.

### La fève
À l’époque, une graine d’haricot ou une pépite d’or (pour les plus aisées) était placée dans la Galette créole. La personne qui l’a trouvée gagnait un bouquet de fleurs. Et devait faire sa galette créole et ramener un bouquet de fleurs pour la prochaine fête. Cette pratique avec le temps, a été remplacée par une fève.